# Radio Jai
Radio Jai es una emisora de radio judía argentina fundada en 1992 por Miguel Steuermann.

## Historia
Surgió tras el atentado a la embajada de Israel de 1992 en Buenos Aires. Ofrece servicios de información y programas de interés cultural y general, que son presentados por diferentes personalidades de la comunidad.
Los rabinos son huéspedes frecuentes de los espectáculos. También participan políticos, economistas, analistas, médicos, abogados, músicos, comediantes, actores y deportistas. 
Esta programación fuera del aire antes del comienzo de Shabat y durante el día de descanso, sólo transmite música.
Su música es principalmente en hebreo, principalmente de Israel. También hay canciones judías en idish, judeoespañol, árabe e inglés.
Las noticias del día en Israel son muy importantes para la radio. Reproduce un informe de audio en español de Kol Israel cuatro días a la semana. Los presentadores han viajado a Israel.